# Svobodne, Vîsokopillea
Svobodne (în ucraineană Свободне) este un sat în comuna Prîhirea din raionul Vîsokopillea, regiunea Herson, Ucraina.

## Demografie
Componența lingvistică a localității Svobodne
     Ucraineană (95,3%)
     Română (2,68%)
     Rusă (2,01%)
Conform recensământului din 2001, majoritatea populației localității Svobodne era vorbitoare de ucraineană (95,3%), existând în minoritate și vorbitori de română (2,68%) și rusă (2,01%).